# Foundation for Research & Technology – Hellas

Логотип FORTH, Фестський диск

Foundation for Research & Technology – Hellas (FORTH)  ( грец. Ίδρυμα Τεχνολογίας και Έρευνας - ΙΤΕ )  -  науково-дослідний центр в Греції у веденні Міністерства освіти через Генеральний секретаріат з досліджень і технологій . Він складається з семи науково-дослідних інститутів, розташованих в різних містах Греції: Іракліоні, Ретимно, Патрах та Яніні. Штаб-квартира Фонду, а також центральні офіси адміністрації знаходяться в Іракліоні на острові Крит.
Заснований в 1983 році, FORTH сьогодні всесвітньо відомий і є одним з найбільших науково-дослідних організацій в Греції. Дослідження FORTH та технологічний фокус зосереджені на областях наукових, соціальних і економічних інтересів, таких як: інформатика, молекулярна біологія, лазери, телекомунікації, мікроелектроніка, робототехніка, біотехнології, матеріали, медична техніка, прикладна та обчислювальна математика, біомедичні, середземноморські  та історичні дослідження. FORTH також управляє Crete University Press, незалежним некомерційним видавництвом.

## Інститути
FORTH в даний час складається з таких науково-дослідних інститутів:
- Інститут біомедичних досліджень - BRI [Архівовано 31 березня 2022 у Wayback Machine.]
- Інститут прикладної обчислювальної математики - IACM [Архівовано 4 травня 2022 у Wayback Machine.]
- Інститут хімічного машинобудування і високотемпературних процесів - ICE / HT [Архівовано 8 березня 2022 у Wayback Machine.]
- Інститут комп'ютерних наук - ICS [Архівовано 1 травня 2022 у Wayback Machine.]
- Інститут електронних структур і лазерів - IESL [Архівовано 3 травня 2022 у Wayback Machine.]
- Інститут середземноморських досліджень - IMS [Архівовано 7 січня 2013 у Archive.is]
- Інститут молекулярної біології та біотехнології - IMBB [Архівовано 1 квітня 2022 у Wayback Machine.]

З 1987 по 2000 рік Інженерно-дослідний інститут хімічних процесів (CPERI [Архівовано 25 січня 2021 у Wayback Machine.]), заснований в Салоніках, був також частиною FORTH. У 2000 році CPERI був відокремлений від FORTH, щоб стати одним із засновників нового дослідницького центру, National Centre for Research and Technology-Hellas (CERTH). 